# 関市立板取小学校
関市立板取小学校（せきしりつ いたどりしょうがっこう）とは、岐阜県関市にある公立小学校。

## 概要
- 関市板取地区（旧・武儀郡板取村）の小学校でる。公立中学校の進学先は関市立板取川中学校である[1]。
- 1997年に板取村の2つの小学校（板取第一小学校・板取北小学校）を統合し、新設された小学校である。
- 校区は過疎化が進んでおり、複式学級が取り入れられている。
- 板取めばえ保育園を併設する[2]。

## 沿革
- 1997年（平成9年）4月1日 - 板取第一小学校と板取北小学校を統合し、板取村立板取小学校として開校。
- 2005年（平成17年）2月7日 - 板取村が関市に編入される。同時に関市立板取小学校に改称する。
- 2008年（平成20年） - 校区の過疎化により、この年以降複式学級が始まる。
- 2015年（平成27年）4月 - 校舎1階に板取めばえ保育園が移転。

## 義務教育学校の計画
- 児童数及び生徒数の減少、小規模校の適正化のため、板取川中学校、洞戸小学校、板取小学校を統合し、2026年度以降に義務教育学校にする計画である。